# Alisometra
Alisometra A. H. Clark, 1947 è un genere di crinoidi appartenente all'ordine Comatulida.
La specie, che vive in ambiente marino, è stata classificata dallo zoologo statunitense Austin Hobart Clark nel 1947.

## Tassonomia
Il genere Alisometra comprende due specie:
- Alisometra longipinna A. H. Clark, 1916
- Alisometra owstoni A. H. Clark, 1912